# Fernand' Esquio
Fernand' Esquio ou Fernand' Esqyo, grafado Fernando Esquío com a ortografia moderna galega, foi um trovador galego do final do século XIII e início do século XIV, em língua galego-portuguesa. Dá nome a um instituto de ensino secundário em Neda.

## Biografia
Nascido no século XIII no Reino de Galiza, talvez em localidades próximas de Ferrol, visto que o seu apelido era comum em algumas localidades da comarca, é possível que pertencesse a uma família nobre, visto que havia citas ao serviço dos condes de Andrade e como priores do mosteiro de San Martiño de Xuvia. Estudiosos como Ricardo Carvalho Calero sustentam que seu sobrenome poderia ter sido Esguio ou esquilo, como outros trovadores medievais que tiveram ou adotaram o nome de um animal como sobrenome.
Ele poderia ter ligações com as cidades de Lugo e Santiago de Compostela, já que ambas as cidades aparecem em algumas de suas obras. Embora galego, talvez tenha estado em contacto com o ambiente poético português, mais precisamente com o ambiente literário do tempo de D. Dinis.

## Obra
Conservam-se nove de suas cantigas, que se dividem em quatro de amigo, três de escárnio e maldizer e duas de amor.